# Platycephalus indicus
Platycephalus indicus (Linnaeus, 1758) è un pesce osseo marino appartenente alla famiglia Platycephalidae.

## Descrizione
Come tutti i Platycephalidae P. indicus ha corpo allungato con grande testa molto depressa coperta di creste ossee e grande bocca. La mandibola è più lunga della mascella e sporgente. I denti sono piccoli, disposti su entrambe le mascelle. Gli occhi sono posti sulla superficie dorsale della testa. Due pinne dorsali, la prima composta da raggi spinosi, di cui il primo e l'ultimo liberi. La seconda dorsale, connessa alla prima da una piccola membrana, più lunga e composta di raggi molli forcuti all'estremità. La pinna anale è opposta e identica alla seconda dorsale. Pinna caudale tronca. Il dorso è brunastro, spesso con macchie scure, il ventre biancastro. Le pinne pettorali e le pinne ventrali sono cosparse di punti scuri. La pinna caudale ha colore giallo al centro con due o tre fasce scure orizzontali.
La lunghezza massima nota è di 100 cm, il peso massimo è di 3,5 kg. La taglia media si aggira sui 60 cm.

## Distribuzione e habitat
Diffuso nell'intero Indo-Pacifico tropicale, compreso il mar Rosso da cui è penetrato nel mar Mediterraneo orientale (migrazione lessepsiana). Diversi esemplari sono stati catturati in Israele, Egitto e Libano negli anni '70 ma da allora sembra scomparso dal Mediterraneo. Vive su fondi molli fino a 40 metri di profondità ed è eurialino potendo penetrare in lagune ed estuari con acque salmastre. I giovanili talvolta si trovano in acqua del tutto dolce.

## Biologia

### Alimentazione
Caccia all'agguato. Si nutre di pesci e crostacei.

### Riproduzione
Uova e larve sono pelagiche.

## Pesca
P. indicus ha una certa importanza commerciale e viene allevato in piscicoltura in Giappone. Viene pescato con lenze e sciabiche nelle acque poco profonde e con reti a strascico a profondità maggiori. Le carni sono ottime. Viene utilizzato dalla medicina tradizionale cinese. Non ha importanza per la pesca nel Mediterraneo.

## Conservazione
Lo status delle popolazioni non è noto con certezza. In tutto l'areale viene sfruttato dalla pesca commerciale. Alcuni habitat, specie quelli di estuario in cui vivono i giovani, subiscono alterazioni di vario genere. Questi impatti non paiono comunque mettere globalmente in pericolo la specie.